# Twardoszyn

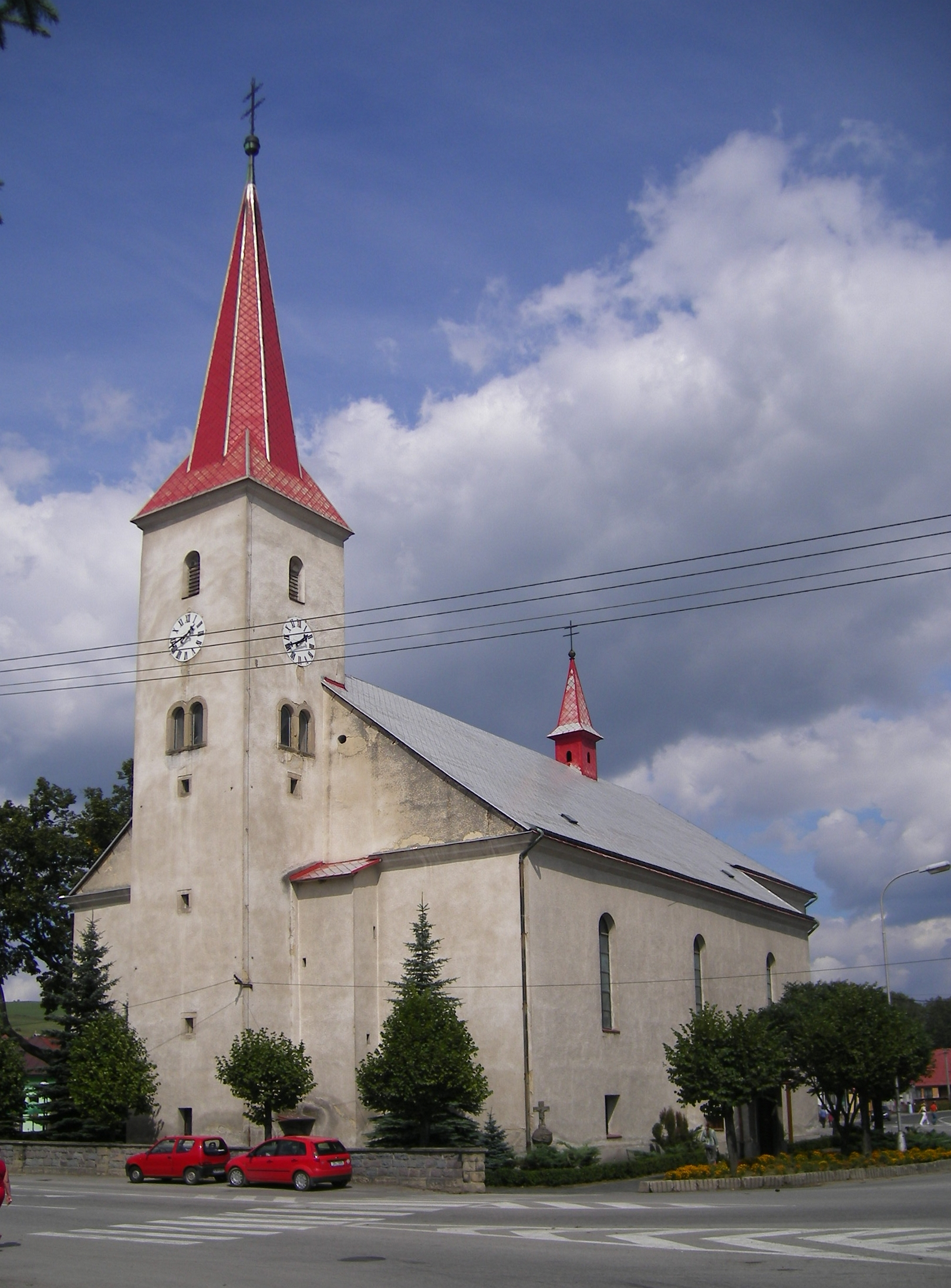
Kościół parafialny Najświętszej Trójcy

Twardoszyn (słow. Tvrdošín, węg. Turdossin, dawniej Turdos, niem. Turdoschin) – miasto powiatowe w północnej Słowacji, w kraju żylińskim, w historycznym regionie Orawa.

## Położenie
Twardoszyn leży na wysokości 570 m n.p.m. w dolinie Orawy, między pasmami górskimi Magury Orawskiej i Skoruszyńskich Wierchów. W 2011 roku liczba mieszkańców miasta wynosiła 9355 osób, powierzchnia miasta – 56,545 km².
Przez Twardoszyn przebiega droga krajowa nr 59 (R3 / międzynarodowa trasa E77) z przejścia granicznego Chyżne – Trzciana do Rużomberka oraz linia kolejowa nr 181 z Kraľovan do Trzciany.

## Historia
Okolice Twardoszyna były zasiedlone już w starożytności. W okolicach miasta odkryto liczne pozostałości słowiańskich osad z IX wieku. Już w tych czasach doliną Orawy wiódł szlak handlowy z Węgier do Polski. Prawdopodobnie za króla Andrzeja II w miejscu dzisiejszego miasta powstała węgierska komora celna. Z 1111 pochodzą wzmianki o miejscowości Toarsin i Doardi, a z 1183 – o miejscowości Turz, prawdopodobnie tożsamych z Twardoszynem. W XII wieku Twardoszyn miał 100-200 mieszkańców. Pierwsza pisemna wzmianka o Tvrdošínie pochodzi z 1265. Później Twardoszyn należał do dominium Zamku Orawskiego. Przywilejem z 15 lipca 1369 król Ludwik I Andegaweński nadał mu prawa miejskie. Miasteczko stało się ośrodkiem rzemiosła - wyrabiano tu płótno i garnki, a także garbowało skóry. Wstrząsy polityczne XVI wieku spowodowały upadek komory celnej. W XVII wieku doszło do upadku miasta na skutek wojen tureckich i powstań antyhabsburskich. W XVIII wieku miasto się odrodziło, w 1777 stało się nawet siedzibą władz powiatu.
W 1910 miasto liczyło 1,6 tys. mieszkańców, z czego 1,3 tys. Słowaków, 0,2 tys. Węgrów i 0,1 tys. Niemców. W XX wieku Twardoszyn stał się najważniejszym ośrodkiem Górnej Orawy (mimo likwidacji powiatu w 1922). W 1965 Twardoszyn odzyskał prawa miejskie, w 1967 przyłączono do niego wieś Medvedzie, a w 1974 – Krásna Hôrka. W miasteczku działają dziś mleczarnia, zakłady mięsne i kilka innych zakładów przetwórstwa spożywczego.

## Atrakcje turystyczne
- Drewniany kościół Wszystkich Świętych – najstarszym zabytkiem miasta jest drewniany gotycki kościółek z II połowy XV wieku z barokowym ołtarzem z XVIII wieku, zapisany wraz z innymi drewnianymi świątyniami słowackich Karpat na liście światowego dziedzictwa UNESCO w 2008 roku.
- Kościół Najświętszej Trójcy – wzniesiony w latach 1766–1770, trójnawowy, z późnobarokowym ołtarzem głównym.
- Galeria Marii Medveckiej (Galéria Márie Medveckej) – wystawa obrazów malarki z tutejszej rodziny szlacheckiej.
- W okolicy miasta znajdują się atrakcyjne obiekty turystyczne – termalne kąpielisko w Oravicach i wielkie sztuczne Jezioro Orawskie, a także tereny narciarskie.

## Miasta i wsie partnerskie
Twardoszyn współpracuje z następującymi miastami partnerskimi:
- Kobylnica
- Kościelisko
- Orimattila
- Östhammar
- Uusikaupunki
- Valga
- Valka
- Weißenburg

Oprócz tego współpracuje również z Limanową oraz Rabką-Zdrój.